# Onze Musici
Onze Musici zijn drie naslagwerken op muziekgebied, uitgegeven door Nijgh & Van Ditmar, Rotterdam. De eerste versie verscheen in 1898, de tweede in 1911 en de derde in 1923.

## Versie 1898
De eerste versie van Onze Musici verscheen in april 1898 met subtitel Portretten en Biografieën. De uitgever had gekozen voor een portret op de even pagina’s en het verhaal daarnaast op de volgende bladzijde. In het voorwoord werd vermeld dat de uitgever zich er bewust van was dat zij waarschijnlijk enkele musici vergeten waren aan te schrijven voor inzending van hun gegevens. Een tweede melding kwam omtrent musici die zij wel hadden aangeschreven, maar die of niet gereageerd hadden of het verzoek hadden gedaan geen belangstelling te hebben. De eerste categorie kon alsnog reageren voor een eventuele herdruk; van de tweede categorie werd alleen de naam genoemd om een vollediger beeld te krijgen. De keuze van de gekozen onderwerpen bleef ondanks deze melding een onderwerp van discussie, aldus Het nieuws van den dag van 29 april 1898. Er werden twee versies uitgegeven; een ingenaaid exemplaar met kostprijs van 1,40 gulden; een exemplaar in imitatieleer voor 1,75 gulden.

### Biografieën (1898)
De opgenomen biografieën zijn over
Antonie Jacobus Ackerman · Simon van Adelberg · Henri Albers · Anton Averkamp · Ary Belinfante · Ary Belinfante · Emanuel Benedictus · Brahm van den Berg · Samuel Blazer · Carel Blitz · David Blitz · Ferdinand Blumentritt · Antoon Bouman · Carel Bouman · Leon C. Bouman · Martinus Bouman (1858-1901) · Nicolaas Arie Bouwman · Henri François Robert Brandts Buys · Jan Brandts Buys · Ludwig Felix Brandts Buys · Marius Adrianus Brandts Buys sr. · Willem Cornelis Breethoff · Simon Brons · Emile von Brucken Fock · Cornelis Coenen · Frans Coenen · Willem Coenen · Cornelis Hendrik Coster · Joseph Cramer · Toussaint Demont · Cornelis Dopper · Jan Ebbeler · Oscar Eberle (1842-1901) · Henry Engelen · Cato Engelen-Sewing · Eduard Erdelmann · Jacob David Henriques de la Fuente · Simon Jacob Henriques de la Fuente · Marie van Gelder · Steven van Groningen · Willem de Haan · Pauline de Haan-Manifarges · Maurice Hageman · Jacques Hartog · Eduard de Hartog · Gustaaf Adolf Heinze · Johanna Heymann · Sophie Heymann · Martin Heuckeroth · Hendrik Willem Hofmeester · Theodorus Marinus Hofmeester · Richard Hol · Joseph Hollman · Gertrud Winzer · Willem Hutschenruijter · Wouter Hutschenruijter (1859-1943) · Cornelis Immig · Willem Kes · Paul C. Koerman · Herman Hendrik Kolkmeijer · Elkan Kosman · Gerard Bartus van Krieken · Richard Krüger · Paul Karl Ludwig Kruse - Marius van 't Kruijs · Barend Kwast · Jacob Kwast · Albert Kwast · Willem Landré · Daniël de Lange · Samuel de Lange jr. · Cornelis van der Linden · Abraham Dirk Loman · Philip Loots · Gottfried Mann · Willem Mengelberg · Johannes Messchaert · Jacob Messias · Hendrik Arnoldus Meijroos · Simon van Milligen · Isaäc Mossel · Max Mossel · Jeannette Mossel-Belinfante · Hugo Nolthenius · Aaltje Noordewier-Reddingius · Carel Oberstadt · Alida Oldenboom-Lutkemann · Cornélie van Oosterzee · Jos Orelio · Jacobus Hendrikus Oushoorn · Henri Petri · Martinus Wilhelm Petri · Willem Petri · Frans Phlippeau · Bernard Rehl · André van Riemsdijk · Willem Robert (1847-1914) · Fred. J. Roeske · Johan Rogmans · Julius Röntgen · Albert Roothaan · Anton van Rooy · George Rijken · Jan Rijken · Max van de Sandt · Dirk Schäfer · Johan Schmier · Abraham Israel Schnitzler · Louis Schnitzler · Betsy Schot · Arthur Seidel · Joh.H. Sikemeier · Anton Sistermans · Johan Smit · Johannes Snoer · Maurice Sons · Arnold Spoel · André Spoor · Lambert Adriaan van Tetterode · Anton Tierie · Christiaan Timmner · Abraham Troostwijk · Hendrika van Tussenbroek · Jean Tijssen - Jos Tijssen · Anna Tijssen-Bremerkamp · Jacques Urlus · Gerard Veerman · Anton Verhey · Theodoor Verhey · Joseph Antonius Verheijen · Henri Vink · Henri Viotta · Henri Völlmar · Hendrik de Vries · Johan Wagenaar · Anna Weill · Carel Wirtz · George Hendrik Witte · Johannes Wolff · Martinus Wolters · Johan Wijsman · Cornélie van Zanten · Eduard Zeldenrust · Bernard Zweers.
Alleen genoemd: Johannes Henderikus Bekker (Groningen), Louis Coenen (Amsterdam), Alphons Diepenbrock, Jean-Baptiste de Pauw, Jozua Schravesande, Catharina van Rennes, Louise Mulder (Riga), Sam Poons, Meijer Seemer, Richard Stronck.

## Versie 1911
Dit was een tweede versie volgend op het originele boek uit 1898.Het Algemeen Handelsblad constateerde dat het eigenlijk een geheel nieuw boekwerk betrof. Een punt van kritiek was dat er toch een behoorlijk aantal namen van bekende musici ontbraken. Een ander punt was de matige druktechniek, dat in diverse recensies werd aangehaald, ook in het artikel in het muziekblad De Kunst, januari 1912, al was dat geschreven door een gepasseerde medewerker van de eerste editie, die niet ingeschakeld was bij deze tweede versie.
De gids geeft honderdvijftig portretten en biografieën van toendertijd levende musici in Nederland, verspreid over 303 bladzijden.Er waren twee versies: de gebonden versie kostte 1,75 gulden en een 4to-uitgave kostte 1,40 gulden.

### Biografieën (1911)
Musici die in het naslagwerk van 1911 voorkomen:
Henri Albers · Willem Andriessen · Peter van Anrooy · Anton Averkamp · Ary Belinfante · Johan Berghout · David Blitz · Willem de Boer · Coenraad Valentijn Bos · Leon C. Bouman · Nicolaas Arie Bouwman · Henriëtte van den Brandeler · Carel Butter · Jan Brandts Buys · Emile von Brucken Fock · Gerard von Brucken Fock · Cornelis Coenen · Willem Coenen · Evert Cornelis · Julia Culp · Hubert Cuypers · Thom Denijs · Emmy Denijs-Kruijt · Bernard Diamant · Cornelis Dopper · Sem Dresden · Frederik Hendrik van Duinen · Bram Eldering · Cato Engelen-Sewing · Eduard Erdelmann · Bertha Frensel Wegener-Koopman · Frits Gaillard · Jan van Gilse · Steven van Groningen · Willem de Haan · Pauline de Haan-Manifarges · Henri Hack · Jacques Hartog · Gérard Hekking · Sophie Heymann · Martin Heuckeroth · Tilia Hill · Willem Hutschenruijter · Wouter Hutschenruyter · Cornelis Immig · Jan Ingenhoven · Charles van Isterdael · Willem Kes · · Hans Kindler · Tilly Koenen · Paul C. Koerman · Gerard Bartus van Krieken · Richard Krüger · Marius van 't Kruijs · Kor Kuiler · Barend Kwast · Albert Kwast · Anna Lambrechts-Vos · Marie Landré · Willem Landré · Daniël de Lange · Cornelis van der Linden · Nelly van der Linden van Snelrewaard-Boudewijns · A Loman-Lutkeman · Philip Loots · Willem Mengelberg · Johannes Messchaert · Simon van Milligen · Isaäc Mossel · Jeannette Mossel-Belinfante · Max Mossel · Henri van Nieuwenhoven · Aaltje Noordewier-Reddingius · Carel Oberstadt · Hendrik C. van Oort · Cornélie van Oosterzee · Jos Orelio · Jacobus Hendrikus Oushoorn · Désiré Pauwels · Henri Petri · Martinus Wilhelm Petri · Willem Petri · Albert Pomper · Willem Robert · Fred. J. Roeske · Julius Röntgen · Anton van Rooy · George Rijken · Jan Rijken · Max van de Sandt · Dick Schäfer · Joannes Anthonius Stefanus van Schaik · Leander Schlegel · Johan Schmier · Louis Schnitzler · Johan Schoonderbeek · Joh.H. Sikemeier · Anton Sistermans · Johan Smit · Jan Sol · Harry Son · Arnold Spoel · André Spoor · Anna Stronck-Kappel · Richard Stronck · Lambert Adriaan van Tetterode · Karel Textor · Anton Tierie · Christiaan Timmner · Hendrika van Tussenbroek · Anna Tijssen-Bremerkamp · Jos Tijssen · Jacques Urlus · Gerard Veerman · Bart Verhallen · Anton Verhey · Theodoor Verhey · Joseph Antonius Verheijen · Henri Vink · Henri Viotta · Cornelius van Vliet · Henri Völlmar · Hendrik de Vries · Johan Wagenaar · Adolf Waterman · Carel Wirtz · George Hendrik Witte · Louis Wolf · Johan Wijsman · Gerard Zalsman · Cornélie van Zanten · Louis Zimmermann · Bernard Zweers.
Nagekomen na de drukproef en opgenomen in een addendum: Emanuel Benedictus – Ludwig Felix Brandts Buys – Joseph Hollman – Frits Koeberg – Alexander Kosman – Abraham Dirk Loman – Hugo Nolthenius – Jan Reder
Musici die niet wilden meewerken waren Alphons Diepenbrock, Leo Michielsen en Catharina van Rennes. Musici die niet reageerden op verzoeken van biografieën waren Max Oróbio de Castro, Catharina van Lokhorst, Bernhard Rehl, Maurice Sons en Joh. Wolff.

### Afbeeldingen uit versie 1911
Een aantal afbeeldingen:

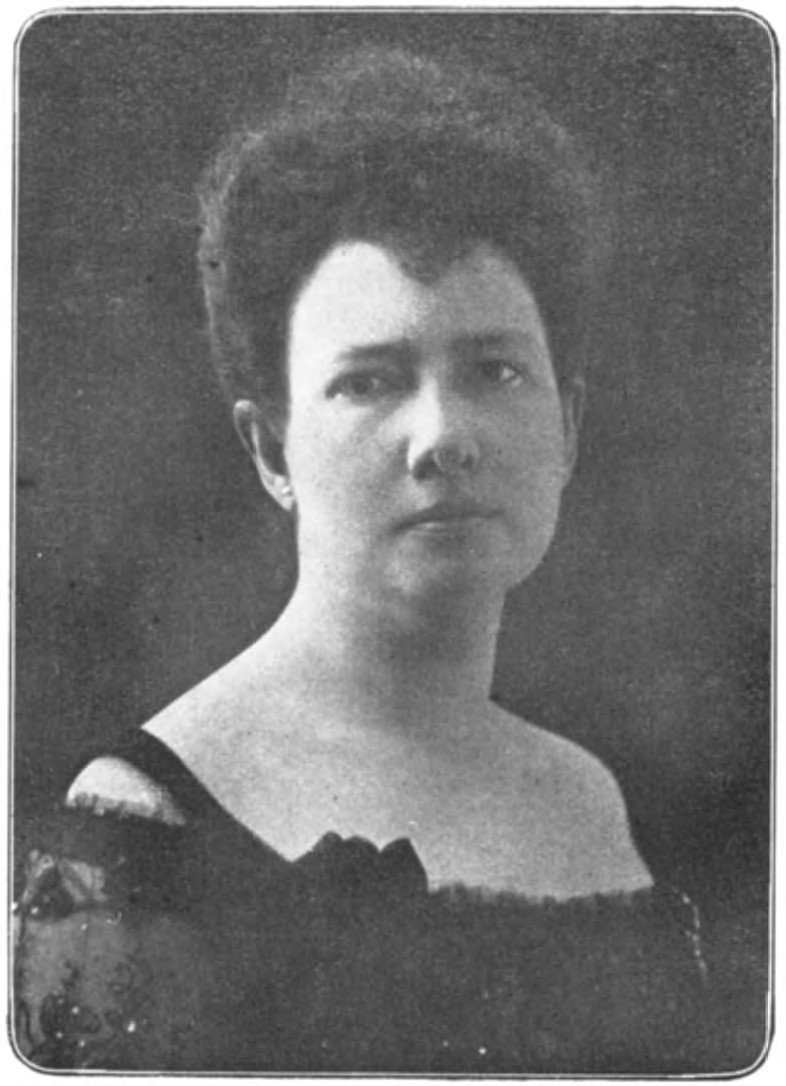
Cornélie van Oosterzee
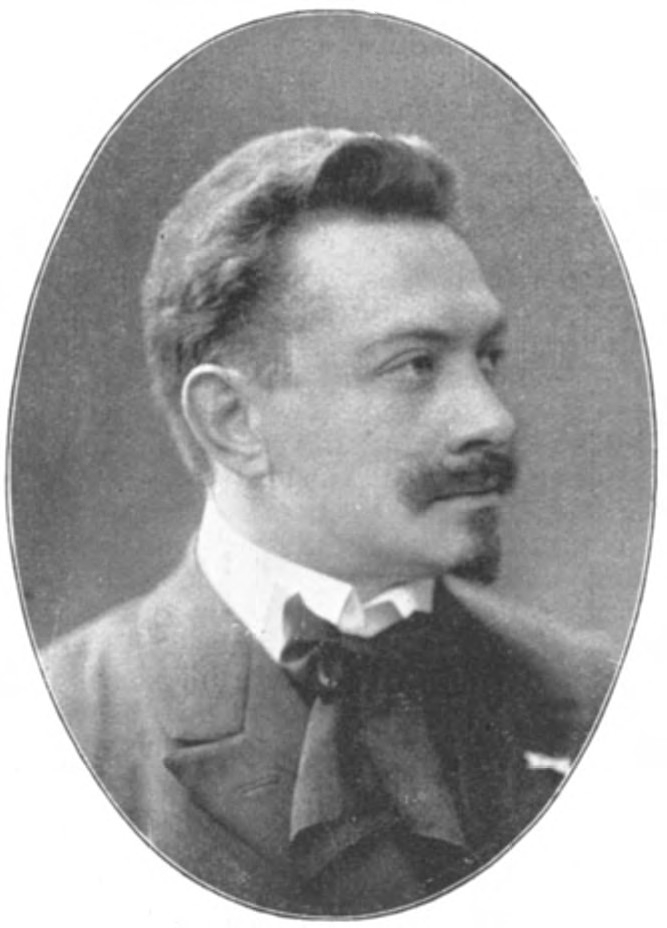
Charles van Isterdael
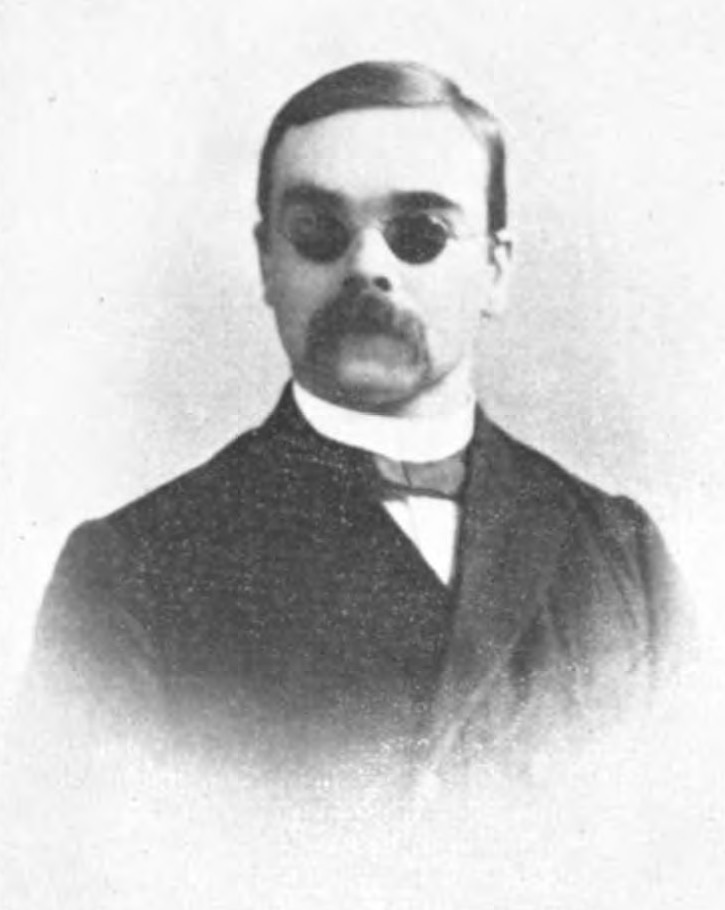
Albert Pomper
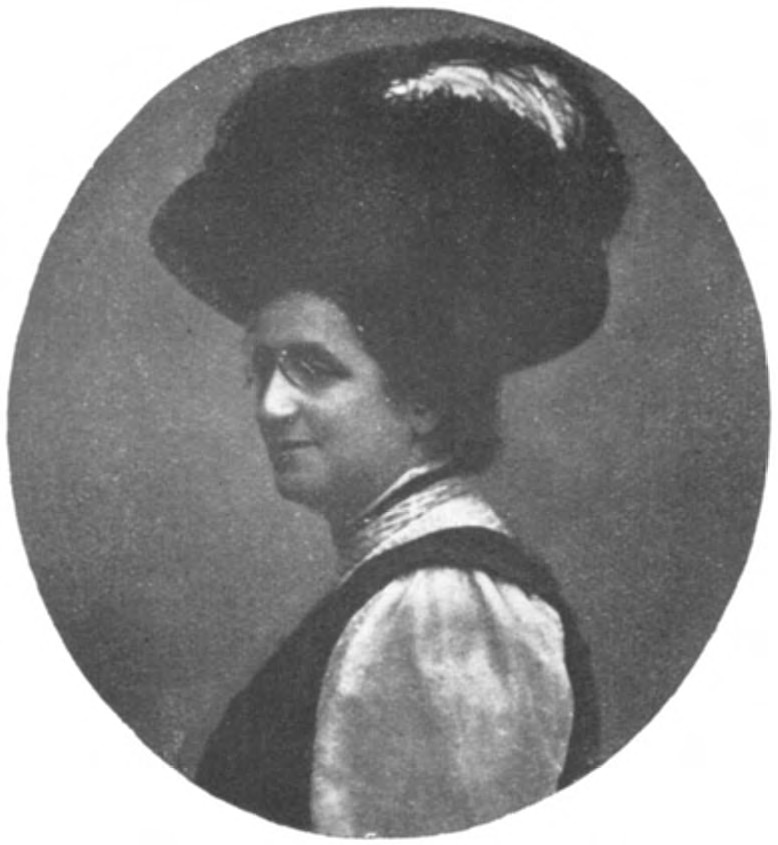
Jeannette Mossel-Belinfante
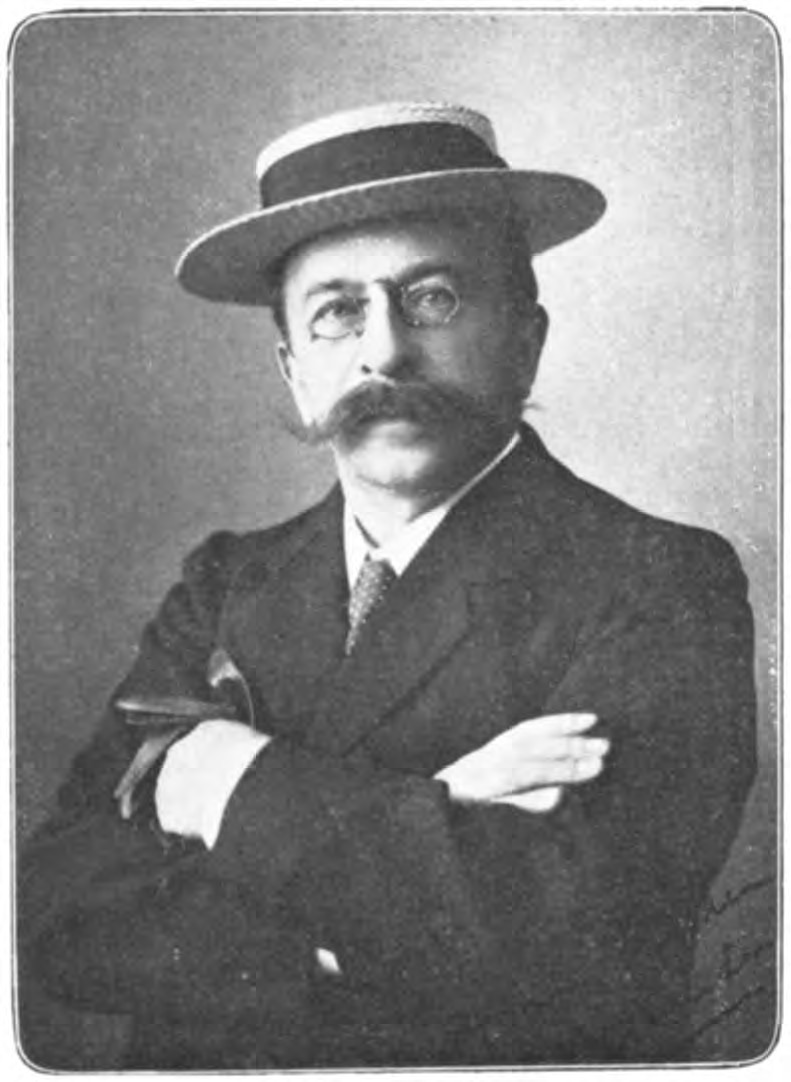
Jan Rijken
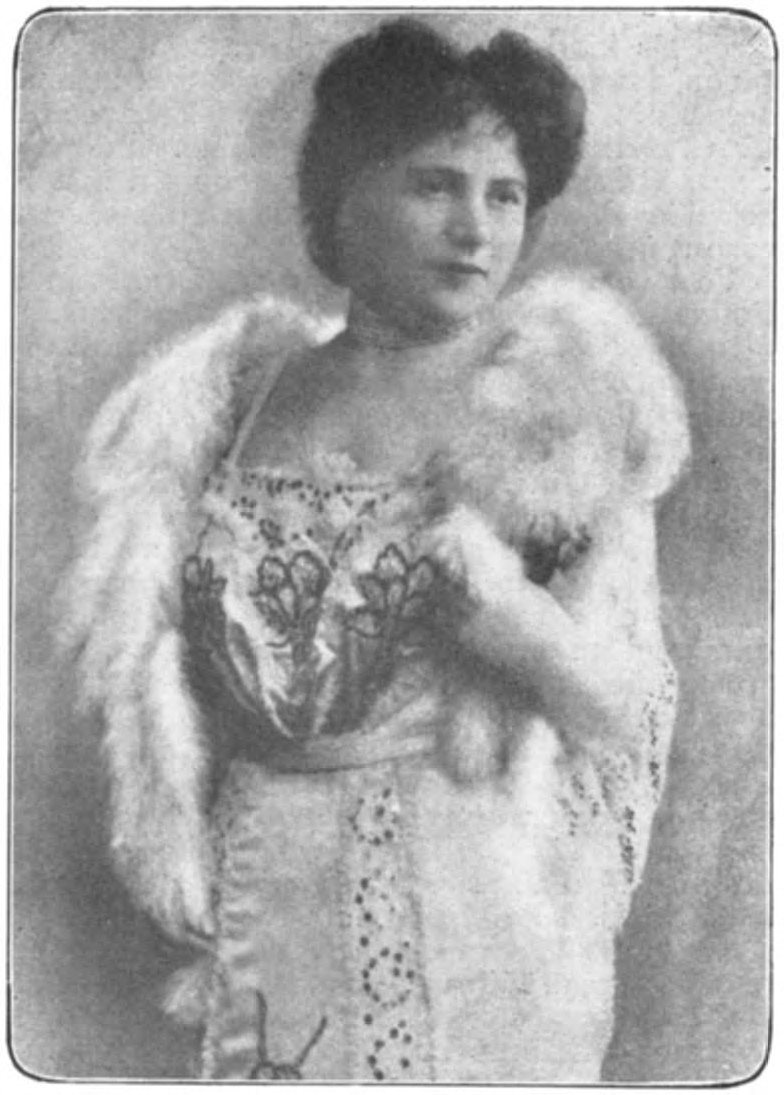
Sophie Heymann

## Versie 1923
In het voorjaar werd een derde versie op de markt gebracht. Ook deze was bijna geheel vernieuwd en waren sommige artikelen aangepast aan de situatie van dat jaar. Een punt van kritiek was dat er met name oudere musici werden beschreven.

### Biografieën (1923)
Musici die in het naslagwerk van 1923 voorkomen:
Willem Andriessen · Peter van Anrooy · Anton Averkamp · Ary Belinfante · Jan Hermanus Besselaar · Louis Boer · Willem de Boer · Coenraad Valentijn Bos · Nicolaas Arie Bouwman · Gerard van Brucken Fock · Gerard Bunk · Carel Butter van Hulst · Evert Cornelis · Julia Culp · Hubert Cuypers · Thom Denijs · Emmy Denijs-Kruijt · Bernard Diamant · Cornelis Dopper · Sem Dresden · Bram Eldering · Henri Emile Enthoven · Bertha Frensel Wegener-Koopman · Cornelis Galesloot · Jan van Gilse · Henri van Goudoever · Joseph Groenen · Steven van Groningen · Pauline de Haan-Manifarges · Frans Hasselaar · Gérard Hekking · Richard van Helvoirt Pel · Herman Johannes den Hertog · Martin Heuckeroth · Tilia Hill · Wouter Hutschenruijter · Jan Ingenhoven · Charles van Isterdael · Jac. van Kempen · Marius Kerrebijn · Willem Kes · Hans Kindler · Max Kloos · Frits Koeberg · Francis Koene · Tilly Koenen · Kor Kuiler · Anna Lambrechts-Vos · Willem Landré · Herman Leijdensdorff · Nelly van der Linden van Snelrewaard-Boudewijns · Willem Mengelberg · Simon van Milligen · Isaäc Mossel · Henri van Nieuwenhoven · Hugo Nolthenius · Aaltje Noordewier-Reddingius · Carel Oberstadt · Hendrik C. van Oort · Cornélie van Oosterzee · Max Oróbio de Castro · Martinus Wilhelm Petri · Willem Petri · Liesbeth Poolman-Meissner · Willem Pijper · Albert van Raalte · Jacoba Repelaer van Driel · Fred. J. Roeske · Julius Röntgen · Anton van Rooy · Herman Rutters · George Rijken · Dirk Schäfer · Joannes Anthonius Stefanus van Schaik · Johan Schoonderbeek · Bernhard van den Sigtenhorst Meyer · Anton Sistermans · Martin Spanjaard · Rosa Spier · Arnold Spoel · André Spoor · Anna Stronck-Kappel · Sam Swaap · Karel Textor · Anton Tierie · Hendrika van Tussenbroek · Jacques Urlus · Bart Verhallen · Anton Verhey · Henri Viotta · Henri Völlmar · Alexander Voormolen · Hendrik de Vries · Johan Wagenaar · Johannes Petrus Judocus Wierts · Carel Wirtz · Henri Zagwijn · Cornelie van Zanten · Louis Zimmermann (1873-1954) · Johannes Andries de Zwaan · Bernard Zweers · Dora Zweers-de Louw